# Else Fischer
Else Fisher (Melbourne, 1º marzo 1918 – 3 marzo 2006) è stata una ballerina e coreografa svedese.

## Biografia
Fu la prima moglie di Ingmar Bergman, dal 1943 al 1946, diede alla luce una figlia, Lena, futura scrittrice. Dopo il divorzio, passò il resto della sua vita come coreografa.